# Toni-Lenz-Hütte
Die Toni-Lenz-Hütte (auch Schellenberger Eishöhlenhütte) ist eine Schutzhütte des Vereins für Höhlenkunde Schellenberg auf 1438 m ü. NHN im Schellenberger Forst, nahe der Schellenberger Eishöhle, in den Berchtesgadener Alpen im Untersbergmassiv, Landkreis Berchtesgadener Land, Bayern (Deutschland).

## Geographische Lage
Die Toni-Lenz-Hütte steht auf der Ostabdachung des Untersbergs zwischen den Gipfeln des Salzburger Hochthrons (1853 m ü. NHN) im Nordwesten, des Kleinen Heubergkopfs (1508 m ü. NHN) im Süden und des Großen Heubergkopfs (1819 m ü. NHN) im Südwesten.
Etwa 440 m südwestlich der Hütte, die auch Schellenberger Eishöhlenhütte genannt wird, liegt die Schellenberger Eishöhle.

## Geschichte
Die Geschichte der Toni-Lenz-Hütte ist untrennbar mit der Erschließung der nahen Schellenberger Eishöhle verbunden. Diese wurde 1874 erstmals erforscht und fünf Jahre später wurden zwei Wege zur Eishöhle angelegt. Thomas Eder und Toni Lenz gründeten 1925 in Marktschellenberg den Verein für Höhlenkunde. Diesem ist es zu verdanken, dass die Eishöhle als Schauhöhle erschlossen wurde. 1934 wurde der kühne Felsensteig, der nach Thomas Eder benannt ist, von der Mittagscharte herab mit Durchgängen und Treppen angelegt. 1936 errichtete der Verein für Höhlenkunde Schellenberg eine Schutzhütte unterhalb der Eishöhle, die Toni Lenz jahrelang bewirtschaftete. Seit 1950 ist es offiziell die Toni-Lenz-Hütte, womit man den langjährigen Wirt für seine Verdienste ehrte.

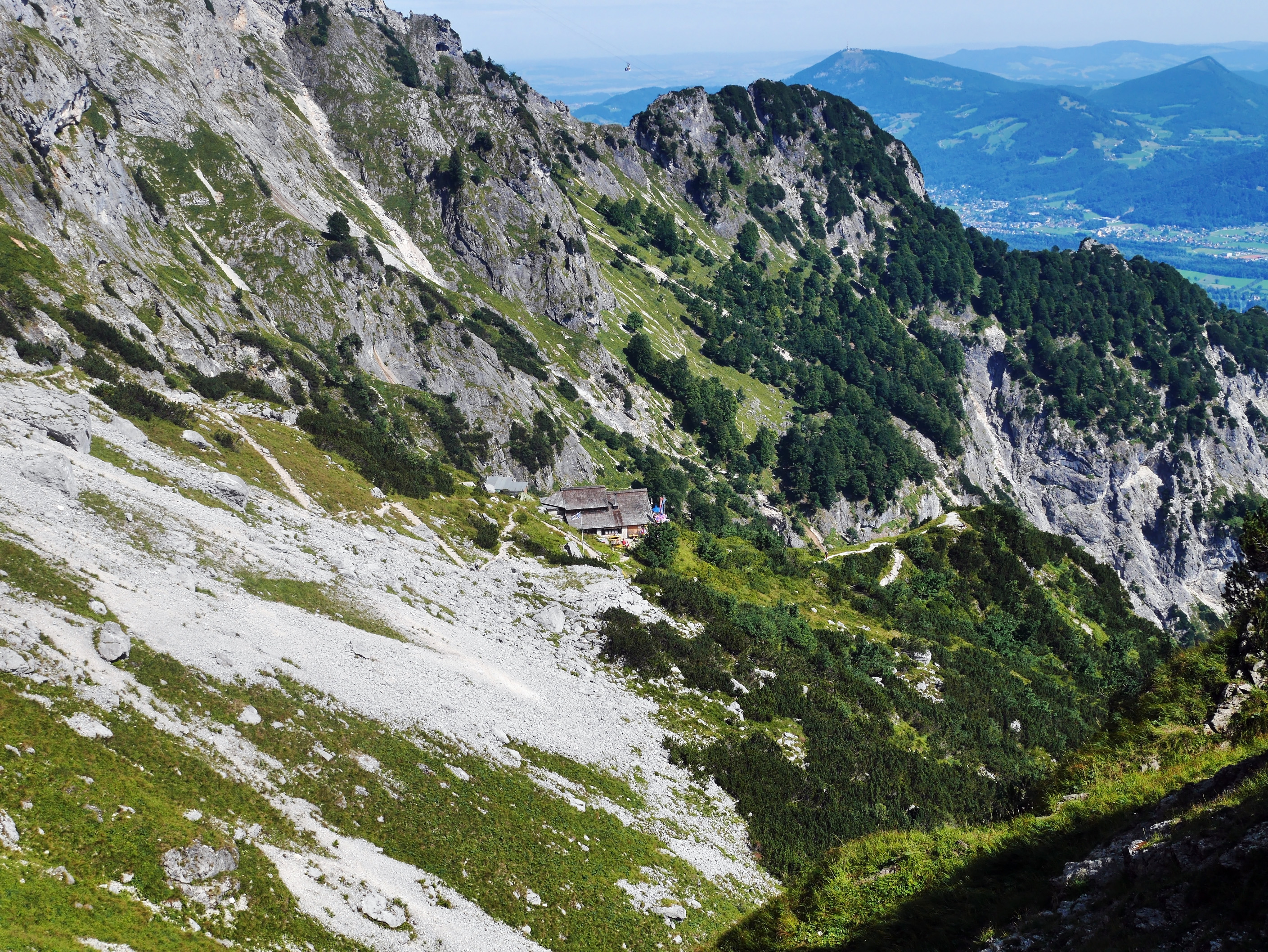
Zustieg zur Schellenberger Eishöhle, im Hintergrund Schellenberger Sattel und Kleines Geiereck

## Zugänge
- Von Marktschellenberg (510 m, Parkplatz Paßturm) über den leichten Hüttenweg in drei Stunden.
- Von Glanegg bei Grödig über Dopplersteig und Schellenbergersattel, ein Weg mit mittlerer Schwierigkeit; die Gehzeit beträgt vier Stunden.
- Vom Geiereck (1805 m), zu dem die Untersbergbahn (Seilbahn) führt, über den Salzburger Hochthron (1853 m) und den versicherten Thomas-Eder-Steig, ein Weg mit mittlerer Schwierigkeit; die Gehzeit beträgt zwei Stunden.

## Übergänge
- Zum Zeppezauerhaus über den Schellenbergersattel, ein Weg mit mittlerer Schwierigkeit; die Gehzeit beträgt 2½ Stunden.
- Zum Stöhrhaus über Thomas-Eder-Steig, Mittagscharte und Plateau, ein Weg mit mittlerer Schwierigkeit; die Gehzeit beträgt 3½ Stunden.

## Gipfelbesteigungen
- Kleiner Heubergkopf (1508 m): ein leichter Weg, die Gehzeit beträgt 10 Minuten.
- Salzburger Hochthron (1853 m) über Thomas-Eder-Steig, ein Weg mit mittlerer Schwierigkeit; die Gehzeit beträgt 1¾ Stunden.
- Berchtesgadener Hochthron (1973 m) über Thomas-Eder-Steig und Plateau, ein Weg mit mittlerer Schwierigkeit; die Gehzeit beträgt 3½ Stunden.